# Fahs-Bni Mkada
Fahs-Bni Makada is een prefectuur in de Marokkaanse regio Tanger-Tétouan.
Fahs-Bni Makada telt 97.295 inwoners op een oppervlakte van 332 km².

## Bestuurlijke indeling
De provincie is bestuurlijk als volgt ingedeeld:
| Name          | Geografische code | Type                | Huishoudens | Inwoners (2004) | Buitenlanders | Marokkanen | Opmerkingen |
| ------------- | ----------------- | ------------------- | ----------- | --------------- | ------------- | ---------- | ----------- |
| Anjra         | 227.03.05.        | Landelijke gemeente | 2681        | 15035           | 1             | 15034      |             |
| Jouamaa       | 227.03.11.        | Landelijke gemeente | 1251        | 7173            | 1             | 7172       |             |
| Ksar El Majaz | 227.03.13.        | Landelijke gemeente | 1735        | 8949            | 3             | 8946       |             |
| Taghramt      | 227.03.21.        | Landelijke gemeente | 2717        | 13362           | 3             | 13359      |             |
| Al Bahraoyine | 227.05.01.        | Landelijke gemeente | 2093        | 10501           | 7             | 10494      |             |
| Ksar Sghir    | 227.05.05.        | Landelijke gemeente | 2244        | 10995           | 2             | 10993      |             |
| Laaouama      | 227.05.07.        | Landelijke gemeente | 3834        | 20541           | 1             | 20540      |             |
| Malloussa     | 227.05.09.        | Landelijke gemeente | 2134        | 10739           | 0             | 10739      |             |

Ben Slimane · Khouribga · Settat · El Jadida · Safi · Boulmane · Fez · Moulay Yacoub · Sefrou · Kénitra · Sidi Kacem · Casablanca · Médiouna · Mohammedia · Nouaceur · Assa-Zag · Guelmim · Tan-Tan · Tata · Boujdour · Es-Semara · Lâayoune · Al Haouz · Chichaoua · Essaouira · Kelâat Es-Sraghna · Marrakech · Al Ismaïlia · El Hajeb · Errachidia · Ifrane · Khénifra · Meknès · Berkane · Figuig · Jerada · Driouch · Nador · Oujda-Angad · Taourirt · Aousserd · Oued ed Dahab · Khémisset · Rabat · Salé · Skhirat-Témara · Agadir-Ida-Ou-Tanane · Inezgane-Aït Melloul · Chtouka-Aït Baha · Ouarzazate · Taroudant · Tiznit · Zagora · Azilal · Béni-Mellal · Chefchaouen · Fahs-Bni Mkada · Larache · Tanger-Asilah · Tétouan · Al Hoceima · Taounate · Taza